# Сатле
Сатле (также Сатлели, Шавшети; груз. სათლე, тур. Şavşat) — средневековая крепость, расположенная в историческом регионе юго-западной Грузии — Шавшети (ныне территория Турции), на окраине города Шавшат, у слияния рек Мере и Шавшети.

## Описание
Высота расположения — 900 метров над уровнем моря. Крепость является характерной для региона Шавшети и занимает площадь 0,080 × 0,070 км².

## История
Согласно Сумбату Давитисдзе, крепость была построена Сабой Мтбевари в 1028 году, когда в Грузию вторглись Византийские войска во главе Паркиманоса. Саба собрал войска из жителей своего епископата и противостоял военным силам византийцев. Крепость была стратегической, так как контролировала дороги, ведущие в ущелье реки Аджарисцкали и соединяющие её с Кларджети.
Предположительно, крепость была использована до начала XIX века, вероятно, служа местным независимым грузинским беям. Строения крепости, включая добавления, предположительно относятся к концу Средневековья (XIV—XV век).

## Архитектура
Крепость построена на треугольном скалистом холме, возвышающемся перед долиной, у слияния рек Мере и Шавшети. Внутренняя площадь крепости составляет около 4000 м2. Её план во многом определяется каменистой местностью. Доминирующим элементом крепости является западная башня высотой 19 метров, занимавшая 6 этажей. Отсюда полностью контролировались как долины (Шавшети, Мере), так и территория самой крепости. Внутренняя часть башни полукруглая.
Комплекс включает в себя церковь и основное строение.